# Richmond County, Georgia
Richmond County är ett administrativt område i delstaten Georgia, USA, med 200 549 invånare. Den administrativa huvudorten (county seat) är Augusta.

## Geografi
Enligt United States Census Bureau har countyt en total area på 851 km². 840 km² av den arean är land och 11 km² är vatten.

### Angränsande countyn
- Edgefield County, South Carolina - nord
- Aiken County, South Carolina - nordost
- Burke County - syd
- Jefferson County - sydväst
- McDuffie County - väst
- Columbia County - nordväst